# بندر بن محمد العيبان
بندر بن محمد العيبان الناصري التميمي سعودي من مواليد مدينة الرياض، الرئيس السابق لهيئة حقوق الإنسان في السعودية وعضو مجلس الشورى سابقا، وعين في 30 أغسطس 2019 مستشارًا بالديوان الملكي بمرتبة وزير.

## تعليمه
- يحمل درجة الدكتوراه في العلوم السياسية والعلاقات الدولية من جامعة جونز هوبكنز
- درجة الماجستير في الإدارة العامة من جامعة جنوب كاليفورنيا
- درجة البكالوريوس في الهندسة الصناعية والنظم من جامعة جنوب كاليفورنيا

## مصدر
1. ↑  "عام / صدور عدد من الأوامر الملكية وكالة الأنباء السعودية". www.spa.gov.sa. مؤرشف من الأصل في 2019-08-31. اطلع عليه بتاريخ 2019-08-30.